# Jan Amor Tarnowski

Jan Amor Tarnowski (em latim Joannes Tarnovius) (Tarnów, 1488 — Wiewiórka, 1561) foi um nobre, cavaleiro, estrategista militar e estadista polaco. Fundou a cidade de Tarnopol - hoje Ternopil na Ucrânia (Тернопіль), onde construiu o castelo de Ternopil e a represa de Ternopil.